# Thor 1
O Thor 1 (anteriormente conhecido por BSB-R2 e Marco Polo 2) foi um satélite de comunicação geoestacionário que foi construído pela Hughes, na maior parte de sua vida útil ele esteve localizado na posição orbital de 1 grau de longitude oeste em órbita inclinada e foi operado inicialmente pela British Satellite Broadcasting Ltd. (BSB) e posteriormente pela Telenor. O satélite foi baseado na plataforma HS 376 e sua expectativa de vida útil era de 10 anos. O mesmo foi desligado e movido para a órbita cemitério no início de janeiro de 2003.

## História
Em julho de 1987 British Satellite Broadcasting Ltd. (BSB), empresa de propriedade privada, selecionou a Hughes Space and Communications Company, hoje conhecida como Boeing Satellite Systems Inc., para projetar e construir dois satélites Hughes  HS 376 para a primeira televisão transmitida em DBS, no Reino Unido. A Hughes também construiu equipamentos de monitoramento e telemetria para a estação de terra localizada em Southampton, e treinou engenheiros para operar a estações terrestres de BSB. Além disso, a Hughes concordou em comprar e lidar com todos os aspectos do lançamento e seguro e para entregar os satélites só depois de terem sido exaustivamente testados em órbita. Em um acordo que inaugurou a indústria de lançamento comercial nos Estados Unidos, a Hughes contratatou a McDonnell Douglas para fornecer dois foguetes Delta. O Delta-4925 que impulsionou o primeiro satélite de BSB, denominado Marcopolo 1, em 27 de agosto de 1989, e um Delta-6925 lançou o Marcopolo 2 em agosto de 1990.
O mesmo foi vendido em julho de 1992 para a Telenor da Noruega e renomeado Thor 1. Ele foi localizado em 0,8 grau oeste. Ele foi desligado em janeiro de 2002, e em novembro do mesmo ano ele foi transferido para 7.4 graus oeste e reativado com sinais de teste de transmissão digital para a Escandinávia. O satélite foi enviado para a órbita cemitério no início de janeiro de 2003.

## Lançamento
O satélite foi lançado com sucesso ao espaço no dia 18 de agosto de 1990, por meio de um veiculo Delta-6925, lançado a partir da Estação da Força Aérea de Cabo Canaveral, na Flórida, EUA.

## Capacidade e cobertura
O Thor 1 era equipado com 5 transponders em banda Ku para fornecer transmissões de telecomunicações para a Europa.